# Paris (gènere)
Paris és un gènere de plantes amb flors. Consta d'unes dotze espècies de plantes herbàcies, la més coneguda és Paris quadrifolia. El centre principal de diversificació del gènere és a la Xina. Hi ha representants a Europa i Àsia. Algunes espècies de Paris es fan servir en la medicina tradicional xinesa i la intensa recol·lecció com a planta medicinal n'ha reduït el nombre.
Està estretament relacionada amb el gènere Trillium, però Paris té flors de 4 a 11 pètals i Trillium de tres pètals.

## Algunes espècies
- Paris hexaphylla Cham.
- Paris involucratum Maxim.
- Paris japonica Franch.
- Paris lanceolata
- Paris luquanensis H.Li
- Paris marmorata Stearn
- Paris quadrifolia L.
- Paris polyphylla Sm.
- Paris tetraphylla A. Gray
- Paris verticillata Bieb.

Sungénero Daiswa (Raf.) H.Li
- Paris chinensis Franch.
- Paris delavayi Franch.